# Museo diocesano (Massa)

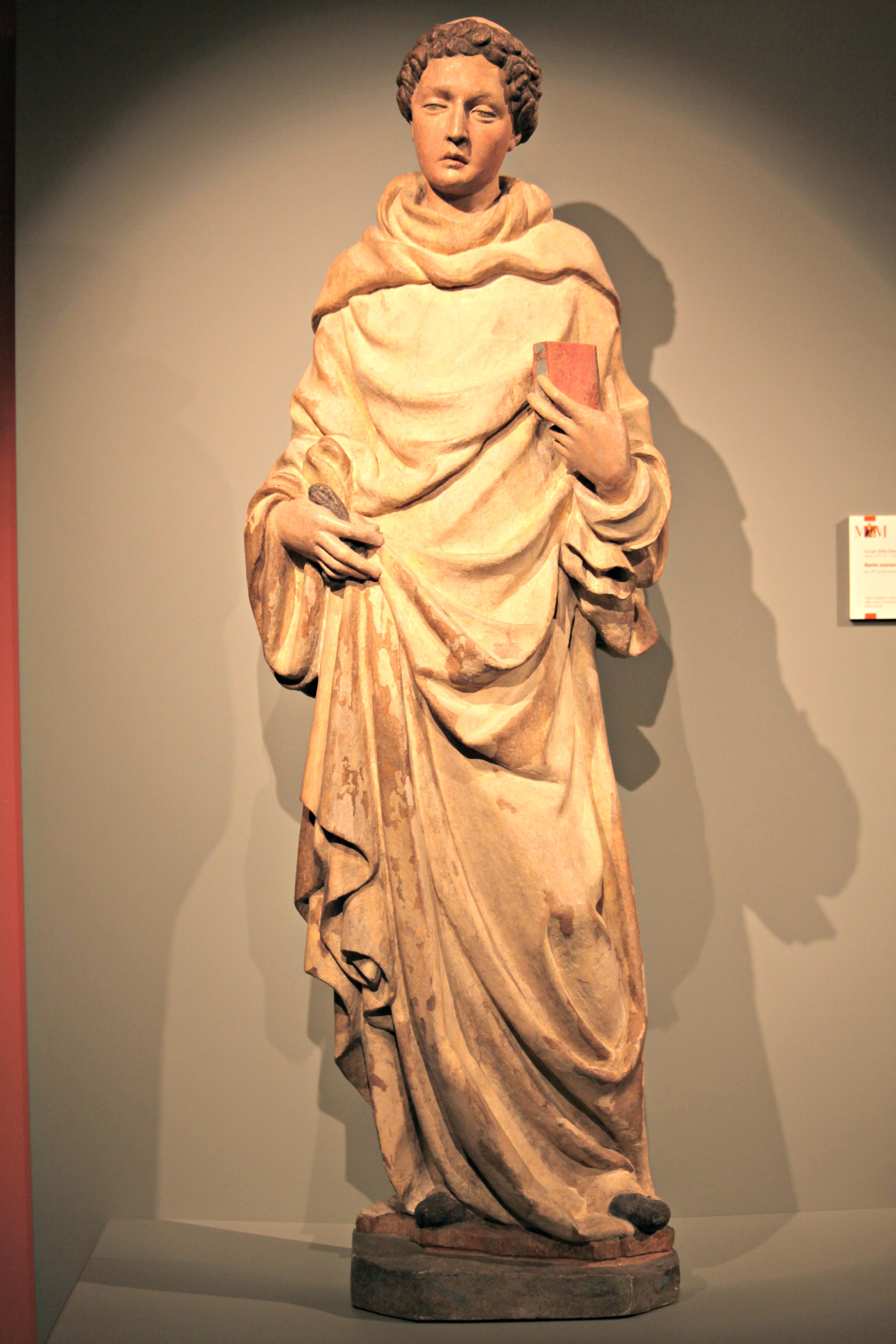
San Leonardo di Jacopo della Quercia, 1420

Il Museo diocesano di Massa, inaugurato nel 2003, ha sede nel palazzo dei Cadetti (ex Palazzo Vescovile), fatto costruire nel 1580 dal principe Alberico I Cybo-Malaspina, destinato inizialmente ai figli cadetti della famiglia, subì nel tempo varie trasformazioni, fino all'età napoleonica quando fu abbandonato e cadde in grave degrado. Con la Restaurazione, la duchessa Maria Beatrice d'Este lo donò al vescovo Francesco Maria Zoppi (1822 - 1833), quale sede episcopale; funzione che mantenne fino al 1970, quando il vescovo Aldo Forzoni (1970 - 1988) spostò la sua residenza presso il seminario.
Il Museo conserva le opere d'arte, suppellettile liturgica e paramenti sacri provenienti sia dalla cattedrale di San Pietro e San Francesco, sia da altre chiese del territorio diocesano.

## Percorso espositivo e opere
L'itinerario espositivo ha il suo nucleo centrale nel Tesoro della Cattedrale costituito prevalentemente da:
- preziosi paramenti sacri ricamati in oro e argento;
- suppellettile liturgica in argento;
- insegne episcopali legate ai primi vescovi.

Fra i capolavori che è possibile vedere nel Museo, si annoverano:
- San Leonardo (1420) di Jacopo della Quercia;
- Trittico con la Madonna in trono col Bambino e santi (ultimo quarto del XV secolo) Bernardino del Castelletto, proveniente dall'altare della Cappella Vescovile;
- la Pietà (primo quarto del XVII secolo), scultura in marmo, di Felice Palma;
- la Croce stazionale (XVII secolo) attribuita a Gian Lorenzo Bernini;
- la Statua reliquario (1685), opera dall'argentiere lucchese Giovanni Vambrè;
- la Croce di Tresana di Francesco Marti.

Inoltre, sono esposte opere di Agostino Ghirlanda, di Domenico Fiasella e del Maestro di Montefloscoli.